# Боянська сільська територіальна громада
Боянська сільська громада — територіальна громада в Україні, у Чернівецькому районі Чернівецької області. Адміністративний центр — село Бояни.
Площа громади — 61,5 км², населення — 6 462 мешканці (2020).

## Населені пункти
У складі громади 4 села:
- Бояни
- Боянівка (Котул Боянулуй)
- Гай (Глиниця, Арборяни, Арборєнь)
- Припруття (Боян-Лехучени, Лехучени)